# Microrégion du Curimataú oriental
La microrégion du Curimataú oriental est l'une des huit microrégions qui subdivisent l'Agreste de l'État de la Paraíba au Brésil.
Elle comporte 7 municipalités qui regroupaient 96 388 habitants en 2006 pour une superficie totale de 1 363 km2.

## Municipalités[1]
- Araruna
- Cacimba de Dentro
- Campo de Santana
- Casserengue
- Dona Inês
- Riachão
- Solânea